# Tytthocope cariacensis
Tytthocope cariacensis is een pissebed uit de familie Munnopsidae. De wetenschappelijke naam van de soort is voor het eerst geldig gepubliceerd in 1971 door Paul & Robert J. Menzies.